# Centro Cívico Ciudad Alfaro
El Centro Cívico Ciudad Alfaro está ubicado en Montecristi, provincia de Manabí, en Ecuador. Es un espacio que brinda homenaje histórico a Eloy Alfaro en su ciudad natal. Sus instalaciones se encuentran en la explanada del Centinela y el Salón de la Democracia fue la sede de la Asamblea Constituyente que se desarrolló entre 2008 y 2009. A partir de ahí las instalaciones funcionan como un centro cultural y museo.

## Historia

### Asamblea Constituyente
El Centro Cívico Ciudad Alfaro ocupa un área de 5.4 hectáreas. Su construcción en total abarca cerca de 8 mil metros cuadrados.
Fue construido por Mandato Constituyente número 17 del 23 de julio de 2008 con el objetivo de  llevar a cabo la Asamblea Constituyente que haría la constitución de Montecristi de 2008. Esta a su vez reemplazaría a la Constitución de 1998 y sería redactada por la Asamblea Nacional Constituyente durante los años 2007 y 2008 en el Centro Cívico Ciudad Alfaro. Esta norma suprema fue aprobada y publicada en el Registro Oficial y rige como constitución nacional desde el 20 de octubre de 2008.
En este escenario se han realizado enminendas a la Constitución como ocurrió en el año 2015, luego de los debates necesarios para los cambios constitucionales programados.

### Complejo
La Ciudad Alfaro cuenta con cinco lugares principales:
- Salon de la Democracia
- Salón Inés Lucía
- Salón Coronela Filomena Chávez
- Salón Montonera Isabel Muentes
- Salon de Sesiones
- Museo Histórico “Memorias de la Revolución Liberal Radical”
- Ferrocarril
- Bienes emblemáticos
- Archivo con más de 15 mil documentos

### Mausoleo
Gran parte de la importancia de este complejo es el hecho de que alberga las cenizas de Eloy Alfaro, quien fuera el líder de la Revolución Liberal. Estas se encuentran en el mausoleo que es coronado con un monumento cuyo nombre es "La Gloria de Alfaro", obra del escultor manabita Ivo Uquillas. Además alberga una serie de bienes patrimoniales que le pertenecieron: como un traje de gala color azul, un atuendo de masón del Rito Azul, una espada y un sable, el bastón de mando, el escritorio y la silla personal, la vajilla personal compuesta de: 1 taza de porcelana, plato grande de porcelana, plato pequeño de porcelana y cuchara pequeña.

### Galería

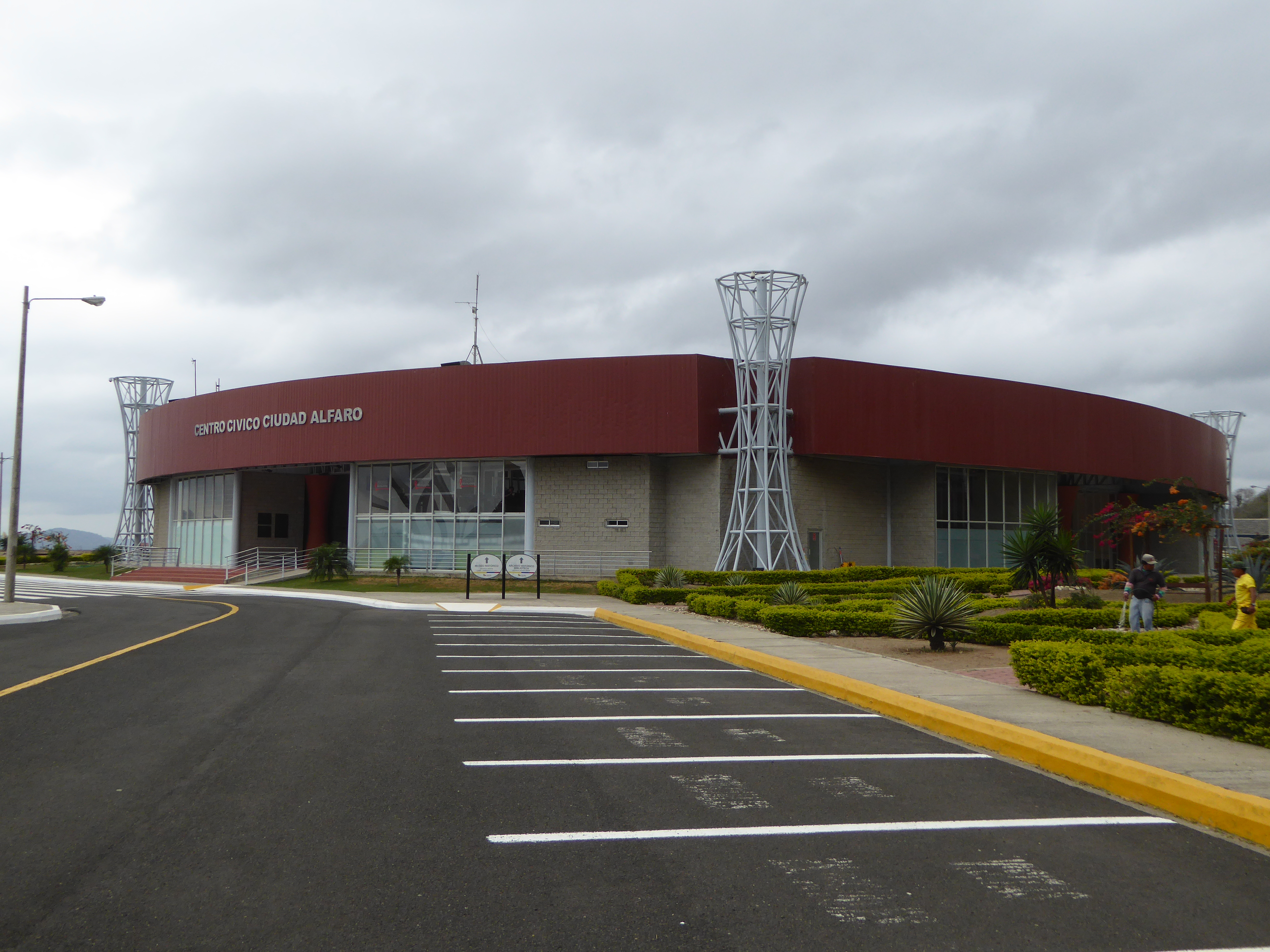
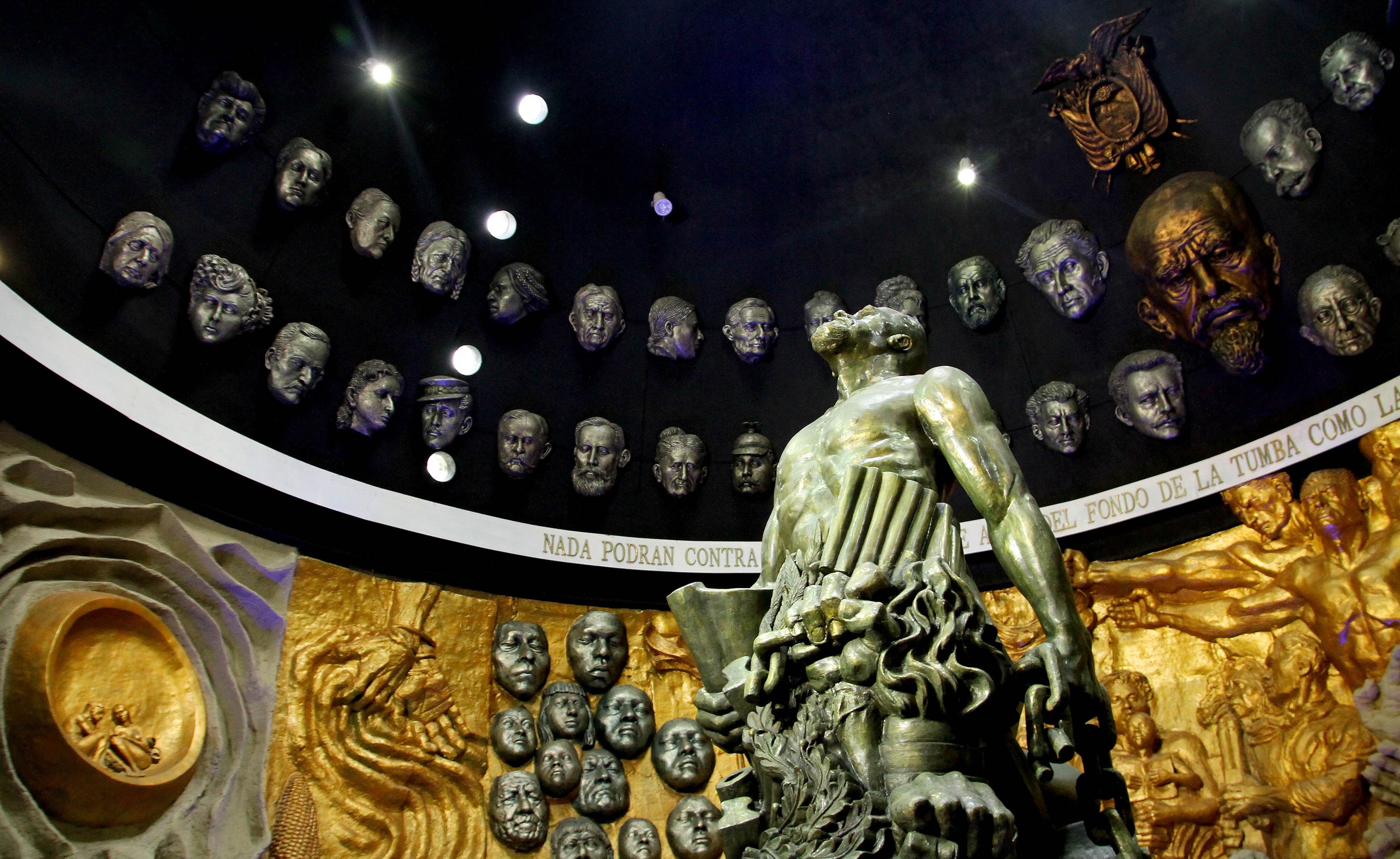
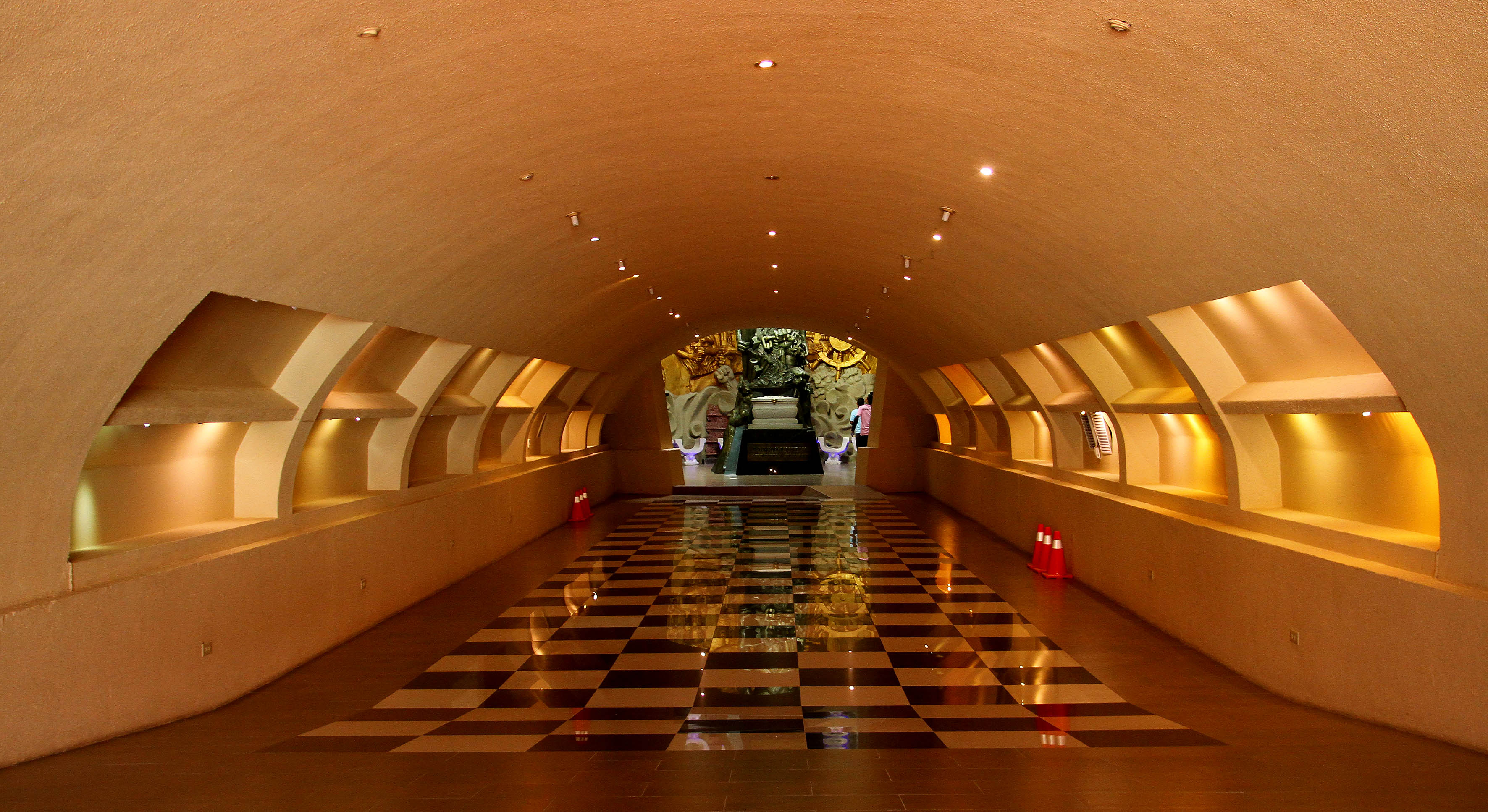
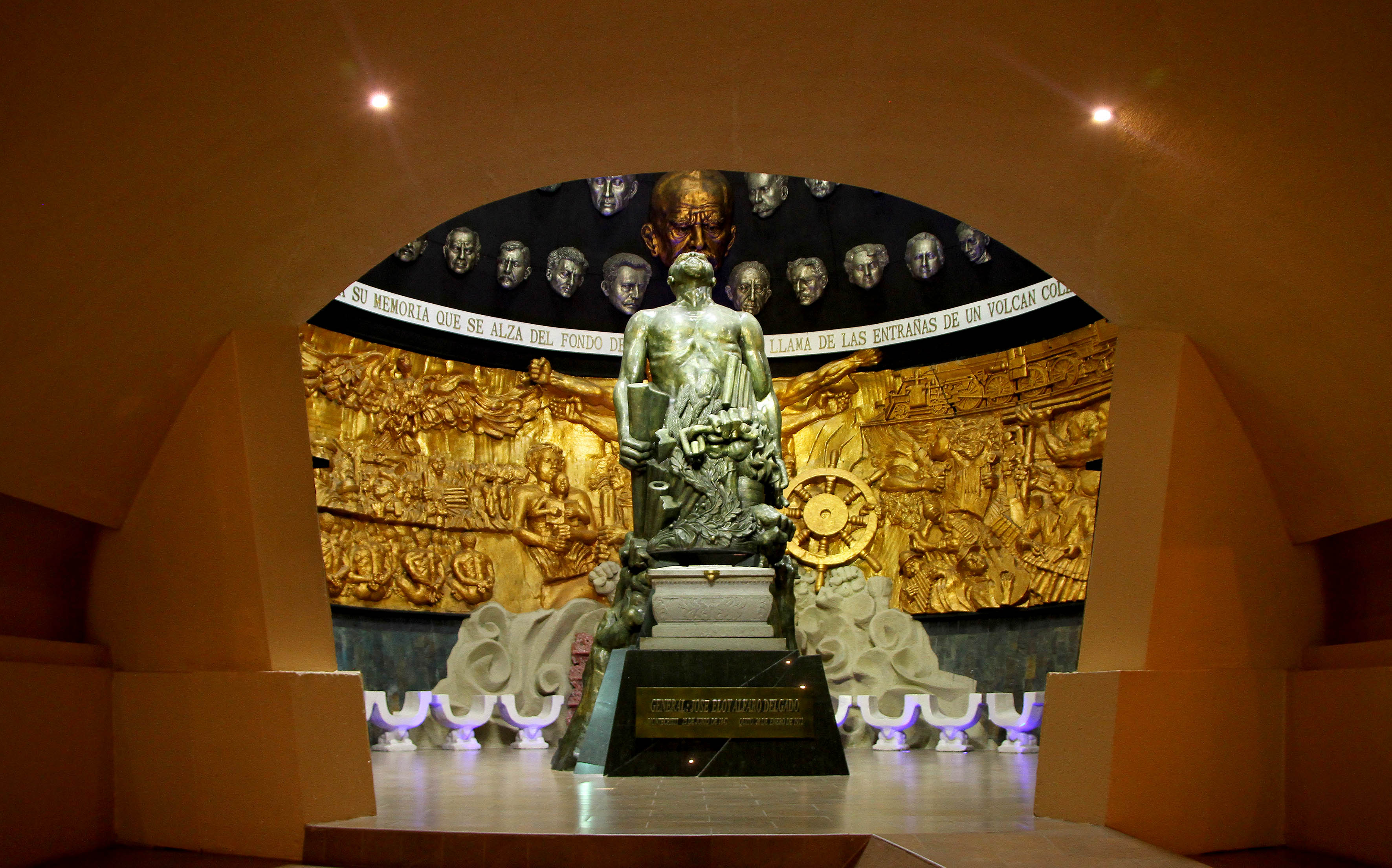
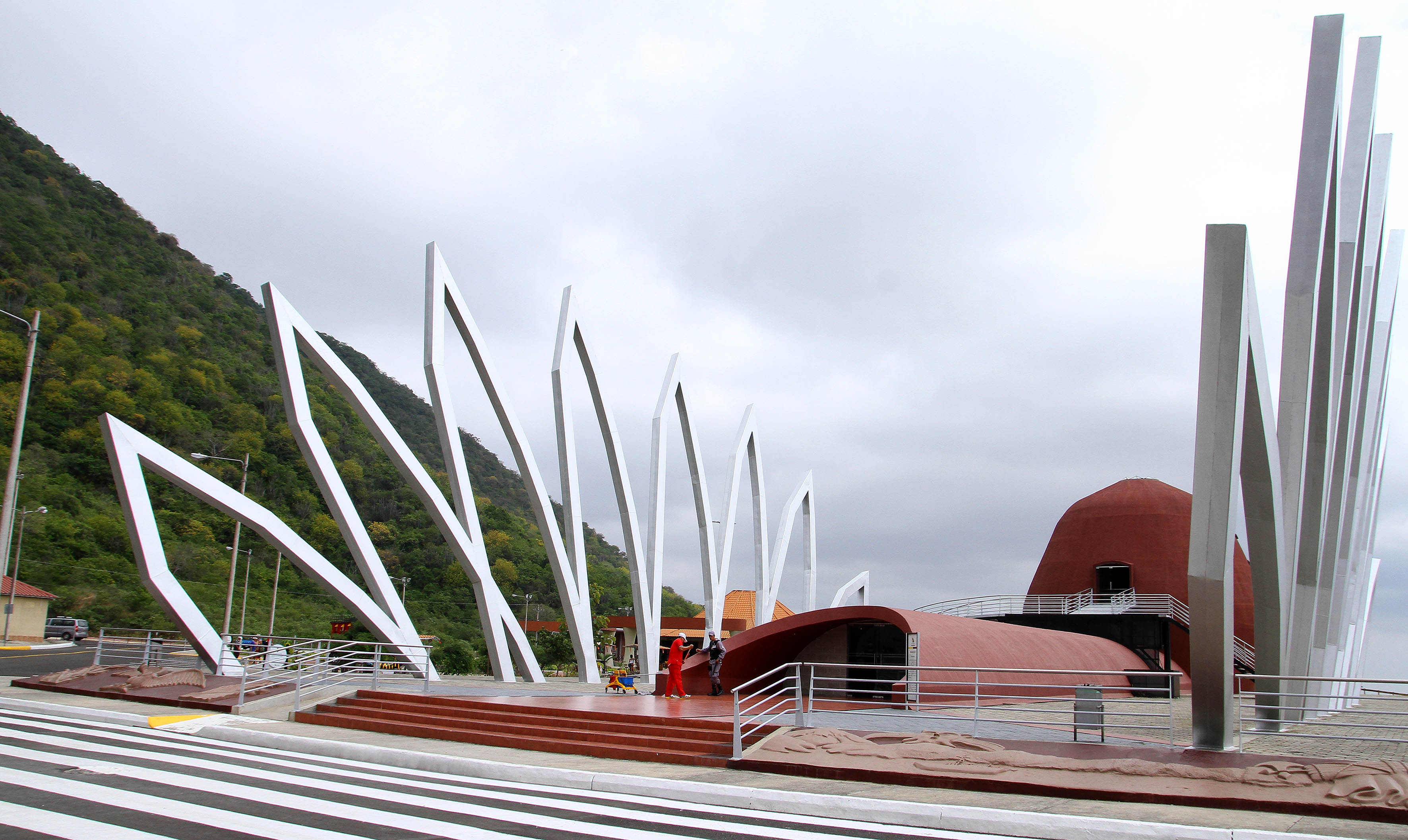
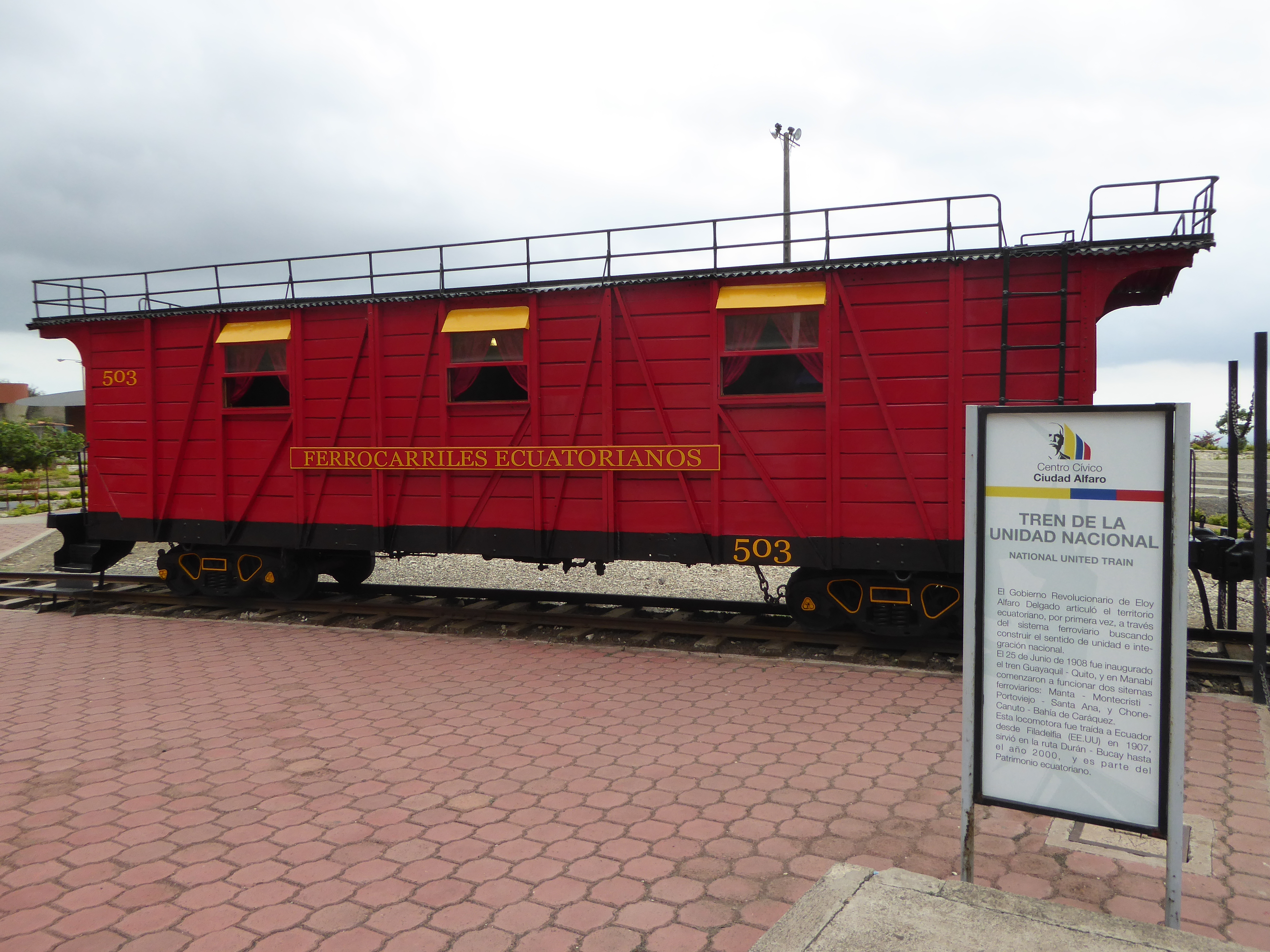